# Mevlana-moskéen
Mevlana-moskéen (nederlandsk: Mevlanamoskee, tyrkisk: Mevlana Camii) er en moske i de nordvestlige Rotterdam, Nederlandene der primært huser tyrkiske og nederlandske muslim. Moskeen er navngivet efter Rumi, blev bygget i 2001 og har to minareter som er 33,8m. Moskeen blev stemt som Rotterdams mest attraktive bygning i 2006.. Moskeens arkitektur er osmannisk/tyrkisk.